# 圖-16轟炸機

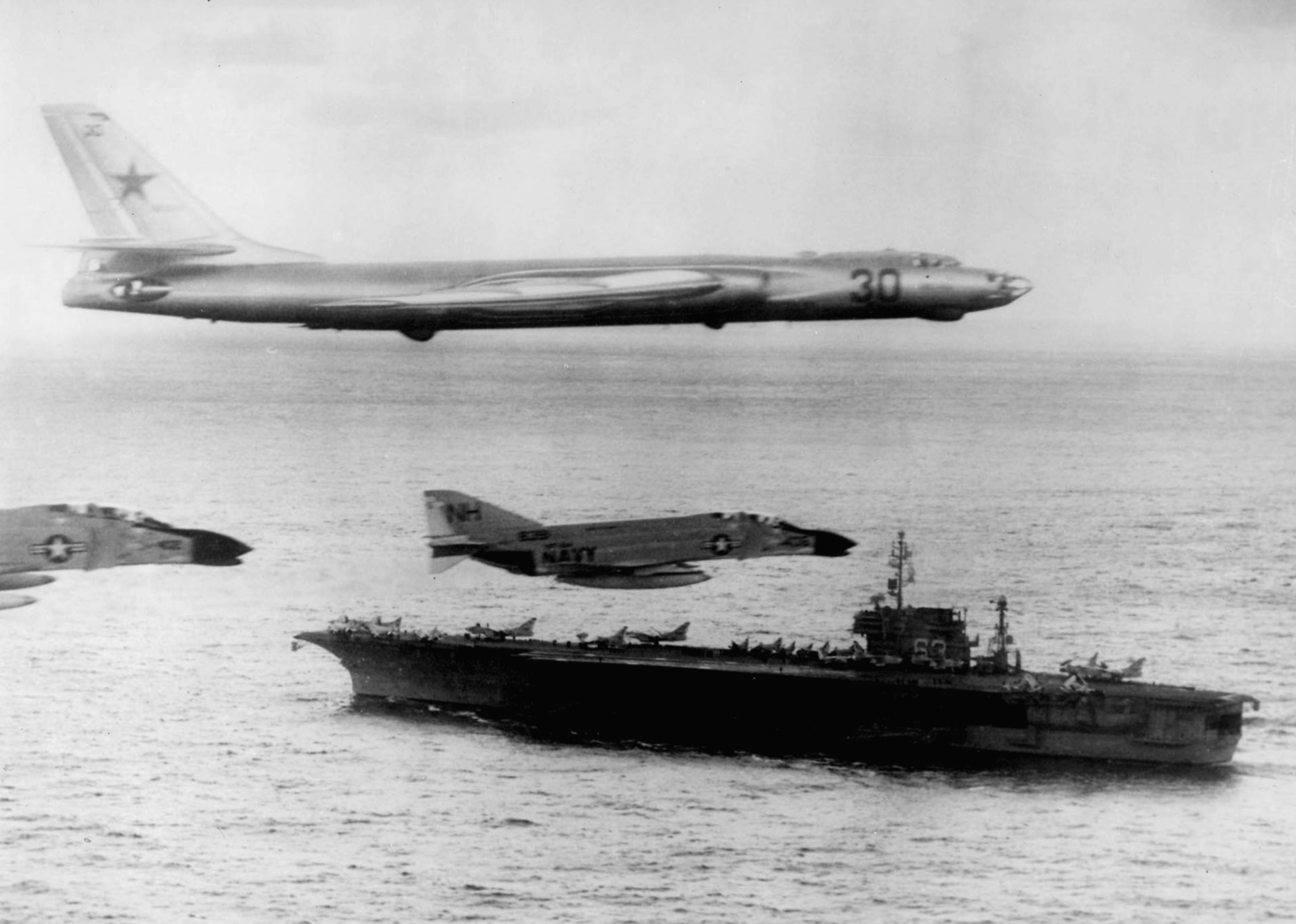
1963年飛越美國小鷹號航空母艦上的俄國Tu-16。

圖-16轟炸機（俄语：Ту–16，羅馬化：Tu-16，北約代號「獾」(Badger)）是蘇聯圖波列夫設計局在1950年代設計與生產的一款雙引擎噴气战略轟炸機，第一架原型機於1952年4月試飛，當年12月開始生產，1954年進入前線空軍服役，同時正式授與Tu-16的軍方編號。
它的服役标志着苏联进入了喷气战略轰炸机时代，並外銷給多個國家。它還被改裝成圖-104，這是世界第二款投入使用的噴氣式客機，1990年代繼承的俄軍將其逐漸停用。

## 開發歷史

### 概念起源
Tu-16是圖波列夫设计局Tu-4轟炸機（仿制美军B-29）的后继产品。图-4在1940年代末期進入蘇聯空軍服役，雖然蘇聯獲得了戰略轟炸機，但他們對Tu-4的性能並不滿意；因為噴射機的出現，苏联方面认为，螺旋槳轟炸機很快過時，因此亟需優秀的噴射戰略轟炸機。而葬送螺旋槳轟炸機的正是蘇聯人的傑作——韓戰時期米格15戰機成功的執行攔截任務，逼使美軍B-29祗能在夜間執行轟炸，證明了噴射攔截機相當有用。
蘇聯空軍在1948年提出噴射轟炸機的開發需求，空軍需要一款載重量7公噸、續航距離3千公里、可在穿音速空域運作的機體，不過當時尚未獲得可用的發動機，實際作業仍未有起色。圖波列夫設計局在需求提出後，檢討手頭持有的氣動構型中何者適合。其中一個名為「82型」的概念曾提出討論，該氣動構型為雙噴射發動機、後略翼構型，不過當時此設計並未成熟因此未能運用，82型氣動設計後來成為Tu-22轟炸機的原始概念。在1948年成為Tu-16的設計初稿者則是名為「86型」的設計，該設計在1949年風洞模擬時，預估它將會是一架極速為時速980公里，升限13,400公尺，可在2噸酬載狀況下以6千公尺飛行高度續航4000公里的機型；與86型競爭者則是伊留申設計局的Il-46轟炸機。

### 設計量產
1949年8月29日，RDS-1原子彈成功試爆改變了此型機技術需求，蘇聯決定盡速量產RDS-3原子彈因應美國的核威脅，所以新型轟炸機標準籌載提高到5公噸，並需要完整的放射線防護裝備。在設計階段，設計局內賦予的編號是「Tu-88」，在1952年4月27日蘇聯空軍決定由圖波列夫的設計勝出。1954年5月1日，9架图-16组成编队飞过红场，这成为了图-16在世人面前第一次的公开亮相。苏联空军远程航空兵用图-16快速替代了图-4。截至1958年底，蘇聯海軍黑海舰队、波罗的海舰队、太平洋舰队一共装备了424架图-16，其中最为活跃的便是图-16R和图-16P这两种电子战/侦察机型。
除了擔任投擲核子炸彈的任務以外，Tu-16也被改裝成攜帶巡弋飛彈和反艦飛彈，以及偵察和電子作戰等任務。而駐紮於海參崴的圖-16，亦成為「東京急行」機隊中的一員。1987年12月9日，2架图-16R接近冲绳岛附近海域上空巡航侦察，驻扎在冲绳那霸航空基地的日本航空自卫队第302飞行队紧急起飞了2架F-4EJ战斗机升空拦截。接近图-16后，日机再三喊话要求其飞离，但苏军机组不予理会，在经过请示后，日机对图-16进行了实弹警告射击。

### 實戰應用
1961年苏联开始对埃及、伊拉克出口图-16轰炸机。1973年10月6日第四次中东战争暴发当天，埃及空军的图-16KSR轰炸机战斗飞行13架次，发射了25枚AS-5B超音速反辐射导弹，半数以上命中目标，击毁了以色列空军设在西奈半岛的5座雷达站。二十世纪七十年代中期开始，苏联空军远程航空兵开始用图-22M“逆火”逐步取代图-16轰炸机。
驻哈萨克的苏联空军图-16广泛参加了阿富汗战争中对游击队的高空水平轰炸作战。仅重达9吨的FAB-9000 M-54航空炸弹就投掷了289枚。图-16N是用于给图-95、“逆火”轰炸机群伴飞的空中加油机。配备软管锥形加注系统。机身底部涂有一条红色条纹。从1963年开始，在喀山飞机制造厂，部分图-16轰炸机被改装成图-16N空中加油机。

## 用户
現役國家僅有：
 中华人民共和国

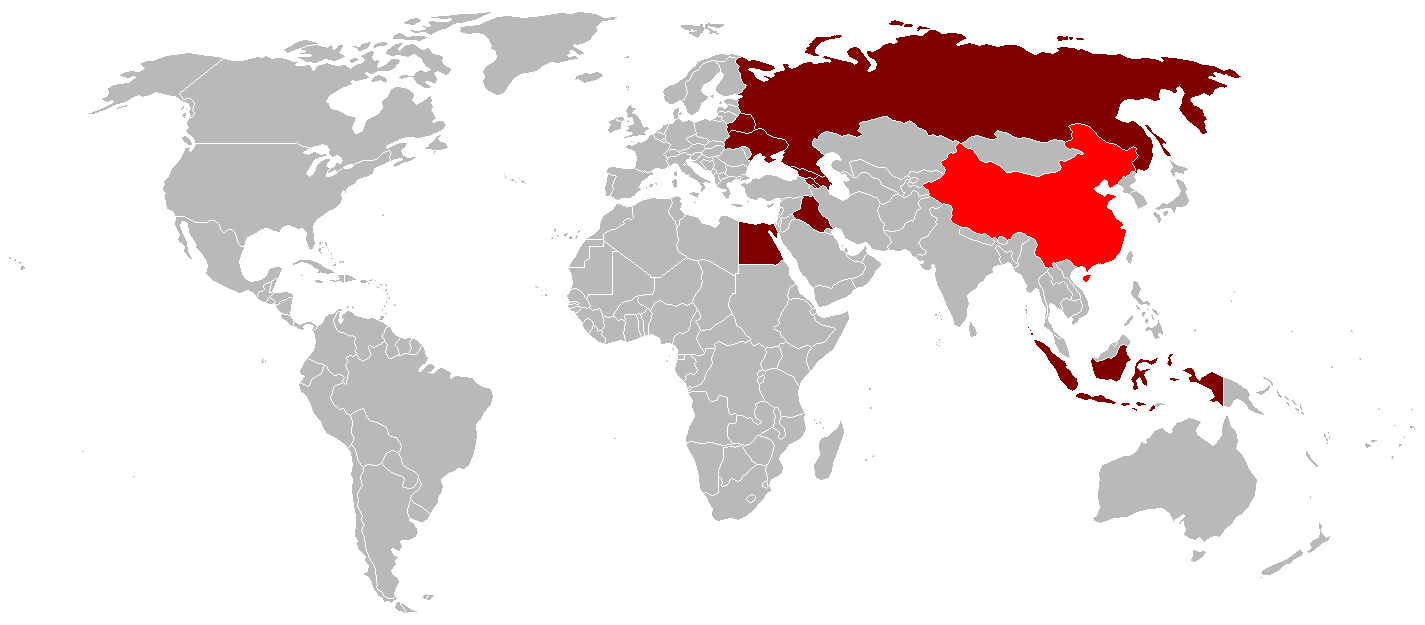
曾使用圖-16的國家標為深紅，僅有中華人民共和國一國仍為現役（鮮紅）。

- 中国人民解放军空军与海军航空兵：[1]1959年獲得苏联援助的几架Tu-16样机，其後引進技術並自行生產，該自產型號被稱為轟-6。

曾使用過此机種的国家如下：
 亞美尼亞
- 亚美尼亚空军：30架，已於1995年全數退役[3]

- 阿塞拜疆空军 :10架，已於1995年全數退役[4]

 白俄羅斯
- 白俄罗斯空军：18架[5]，已於1995年全數退役。[6]

 埃及
- 埃及空军：Tu-16KS、Tu-16T、Tu-16KSR-2-11、Tu-16R及轰-6，已於2000年全數退役。[1]

- 格鲁吉亚空军：20架，已於1995年全數退役[7]

 印度尼西亞
- 印尼空军：26架Tu-16KS-1，於1961年获得，但於1970年即已全數退役。[1]

 伊拉克
- 伊拉克空军：8架Tu-16及6架Tu-16KSR-2-11（另有4架轰-6D），全數於1991年海湾战争中被擊毀，只余一架轰-6残存到2003年伊拉克戰爭後被美軍俘獲並摧毀。[1]

 俄羅斯
- 俄罗斯空军：具體數量不詳，已於1993年全數退役。

 苏联
- 苏联空军
- 苏联海軍航空兵

 乌克兰
- 乌克兰空军 : 別洛韋日協議中，烏克蘭空軍接收了121架Tu-16；1993年時只保留19-49架仍在操作，最後僅保留18架，在1990年代中期全數退役。[5]

## 流行文化
- 1996年的電玩終極動員令：紅色警戒中蘇聯一方可以使用Tu-16投擲五名傘兵或是降落傘減速炸彈，不過不能直接由玩家控制而是指定地點後Tu-16會飛往該地投擲，儘管不能直接控制，仍然會被敵方的防空單位擊落並且計入損失。

## 外部連結
- Global Security.org（页面存档备份，存于）
- FAS on the Tu-16（页面存档备份，存于）